# Forschung (Zeitschrift)
forschung – Das Magazin der Deutschen Forschungsgemeinschaft ist eine Zeitschrift der Deutschen Forschungsgemeinschaft (DFG) zur Information der Öffentlichkeit. Die große staatlich finanzierte deutsche Forschungsförderungsorganisation DFG gibt sie seit 2003 viermal jährlich heraus.
Die Redaktion des Magazins hat ihren Sitz in Bonn, die Zeitschrift erscheint beim Wiley-VCH Verlag und wird von der Bonner Universitäts-Buchdruckerei in einer Auflage von 54.000 Exemplaren (2012) gedruckt. Eine englischsprachige Ausgabe des Magazins erscheint unter dem Titel german research – Magazine of the Deutsche Forschungsgemeinschaft.

## Inhalt
Im Leitartikel nehmen Mitglieder des Vorstandes oder Präsidiums Stellung zu aktuellen Fragen der Forschungspolitik, insbesondere auch der Forschungspolitik der DFG selbst.
Im Hauptteil des Magazins informieren Wissenschaftler über ausgewählte laufende und abgeschlossene Projekte, die von der DFG gefördert wurden.
Im dritten Abschnitt des Heftes berichtet die DFG über ihre Förderaktivitäten.